# Ususmango

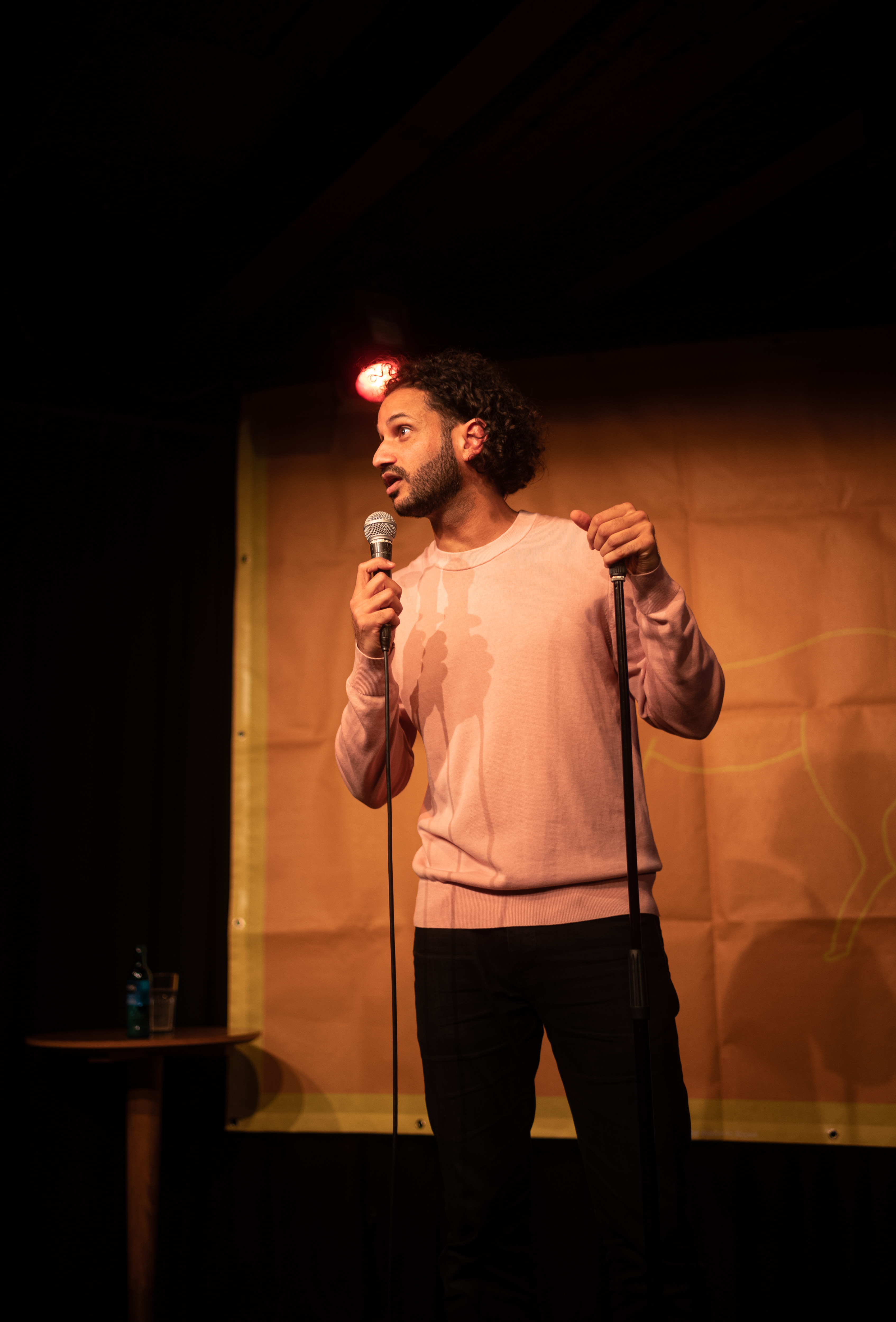
Ususmango, 2019

Usama Elyas (* 2. Juli 1981 in Aachen) ist ein unter dem Künstlernamen Ususmango bekannter Stand-up-Comedian sowie Mitbegründer des Comedy-Ensembles RebellComedy.

## Leben und Karriere
Ususmango ist der Sohn des saudi-arabischen Islamwissenschaftlers und Mediziners Nadeem Elyas und wuchs in Eschweiler auf. Dort absolvierte er das Abitur an der Bischöflichen Liebfrauenschule. Anschließend begann er an der FH Aachen das Studium der visuellen Kommunikation und schloss dieses mit seiner konzeptionellen Diplomarbeit zum Thema Comedy mit dem Titel „Fladenbrot“ ab.
Mit Babak Ghassim gründete er gemäß dieser Vorlage im Jahr 2006 „RebellComedy“, weil beide sich mit keinem bestehenden Comedy-Format in Deutschland identifizieren konnten.
Es folgten eine eigene RebellComedy-Fernsehserie im WDR, mehrere TV-Auftritte u. a. bei Pussyterror TV, TV Total sowie Nightwash. Ususmango tourt solo sowie jährlich mit RebellComedy durch ganz Deutschland. Zudem ist „Hinter uns mein Land“ von Babak Ghassim und Usama Elyas in Deutschland das medial bekannteste Gedicht nach Jan Böhmermanns Schmähgedicht über den türkischen Präsidenten Recep Tayyip Erdoğan.

## Veröffentlichungen
- Hinter uns mein Land (Gedicht)

## TV-Auftritte
- Regelmäßige Auftritte im TV mit RebellComedy
- TV Total
- Pussyterror TV
- Puffpaffs Happy Hour
- Nightwash Talent Award Finalist
- Nightwash TV
- NDR Comedy Contest

## Bühnen-Auftritte
- TEDx London mit „Hinter uns mein Land“

## Serie
- 2014: RebellComedy, Staffel 1 (WDR)
- 2016: RebellComedy, Staffel 2 (WDR)
- 2017: RebellComedy, Staffel 3 (WDR)
- 2019: RebellComedy, Staffel 4 (WDR)